# Institut C.D. Howe
L'Institut C.D. Howe (en anglais : C.D. Howe Institute) est un think tank économique et social canadien basé à Toronto (Ontario). Il cherche à se distinguer des autres organisations par un "travail de recherche non-partisan, sourcé et soumis à une expertise". L'institut publie plus de 60 rapports de recherche par an. Les locaux du think tank sont situés dans le bâtiment de la Trader's Bank au centre-ville de Toronto.
Les recherches publiées par l'institut C. D. Howe concernent les problématiques nationales canadiennes. Plusieurs séminaires sont organisés par l'institut à travers le Canada, traitant d'une large variété de sujets autour de l'économie et des politiques publiques. Sa principale mission est de "relever le niveau de vie en favorisant des politiques publiques économiquement saines".

## Institut

### Création et principes
Les origines de l'Institut C. D. Howe se trouvent à Montréal en 1958, lorsqu'un groupe d'importants dirigeants du monde des affaires et des syndicats a fondé la Private Planning Association of Canada (PPAC) afin de pouvoir rechercher et promouvoir des activités éducatives sur des questions liées à la politique économique publique. En 1973, les actifs et les activités du PPAC ont été intégrés à la C. D. Howe Memorial Foundation, créée en 1961 en hommage à Clarence Decatur Howe. La nouvelle organisation est nommée Institut de recherche C. D. Howe. En 1982, la Memorial Foundation décide de se concentrer uniquement sur la poursuite de la pensée et de l'héritage de C. D. Howe, délaissant cette partie de recherche. L'institut devient alors indépendant et adopte son nom actuel : l'Institut C. D. Howe.
Les recherches menées par l'institut ont été citées par des membres libéraux, nouveaux démocrates et conservateurs du Parlement canadien. Les médias décrivent le think tank comme étant tantôt centriste, tantôt de droite, tantôt conservateur,, ou encore non-partisan,,,. L'institut "est heureux de pouvoir publier des articles qui adoptent des points de vue appartenant aux deux côtés de la ligne idéologique, à la seule condition qu'il y ait des données fiables pour en prouver les dires". Certaines sources décrivent l'institut comme ayant un "fondement profondément intellectuel quant à son approche des politiques publiques".

### Financement
L'Institut C. D. Howe est reconnu comme un organisme canadien de charité, il accepte ainsi les dons de particuliers, d'organisations privées et publiques ainsi que d'autres fondations caritatives. En 2018, 34% des revenus de l'institut provenaient de dons académiques, industriels et particuliers ; 23% d'autres formes de dons et d'aides à la recherche ; et 18% des frais de participations aux séminaires et des sponsors.
Depuis 2016, l'institut a reçu d'importantes donations et cadeaux de la part de,,,,, :
- Abbott Laboratories
- Accenture
- Advocis
- Alberta Electric System Operator
- Amazon
- Amgen
- Bell Canada
- BIOTECanada
- Société canadienne d'hypothèques et de logement
- Association canadienne des producteurs pétroliers
- Canadian Life and Health Insurance Association
- Canadian Natural Resources
- Council of Ontario Universities
- Donner Canadian Foundation
- Entertainment Software Association of Canada
- Forest Products Association of Canada
- General Dynamics
- Grant Thornton LLP
- Great-West Life Assurance Company
- Hydro One
- ICICI Bank
- L'Impériale
- Independent Electricity System Operator
- Insurance Bureau of Canada
- Johnson & Johnson
- Lotte and John Hecht Memorial Foundation
- Manuvie
- Mastercard
- Mattamy Homes
- Max Bell Foundation
- OpenText
- Ontario Hospital Association
- Ontario Real Estate Association
- Pharmascience
- Power Corporation du Canada
- Agence de la santé publique du Canada
- Sun Life Financial
- Telus Health
- Thomson Reuters
- Toronto Metropolitan University Future Skills Centre
- Toronto Regional Real Estate Board
- W. Garfield Weston Foundation

## Recherche
L'institut publie annuellement plus de 60 rapports de recherche. Les principaux thèmes traités sont :
- Cycles économiques[23]
- Démographie et immigration[24]
- Éducation, talents et marché du travail[25]
- Énergie et ressources naturelles[26]
- Services financiers et réglementation[27]
- Fiscalité et imposition[28]
- Santé[29]
- Régulation de l'industrie et politiques de compétition[30]
- Innovation et croissance économique[31]
- Politiques monétaires[32]
- Gouvernance publique et responsabilité[33]
- Investissements publics et infrastructures[34]
- Épargne retraite et revenus[35]
- Échanges et politique internationale[36]

En mars 2015, l'institut a publié un examen des politiques vaccinales à l'échelle provinciale et nationale financées grâce à une subvention de 197 950 $ du Fonds de partenariat d''immunisation de l'Agence de la santé publique du Canada,. Un rapport de suivi axé sur la vaccination des enfants a été publié en avril 2017 et un rapport sur les adultes a été publié en avril 2018.
En décembre 2022, l'institut a publié un examen de la campagne de vaccination contre la COVID-19 au Canada en ce qui concerne la réduction des cas, des hospitalisations et des décès.

## Séminaires
L'institut organise des tables rondes et des conférences sur les politiques publiques réunissant d'éminents dirigeants politiques (dont d'actuels ou anciens premiers ministres), des décideurs politiques canadiens et internationaux, des universitaires, des chefs d'entreprise et des fonctionnaires. Plus de 80 événements sont organisés chaque année.

## Distinctions
Les auteurs de six publications de l'Institut C. D. Howe ont remporté le Prix Doug Purvis Memorial, décerné annuellement par la Canadian Economics Association à des auteurs dont les contributions écrites ont eu une importance ou une influence significative sur les politiques économiques canadiennes. Les auteurs en question ont été récompensés en 1994, 1995, 2002, 2010, 2012 et 2015. Un membre de l'institut a également reçu le Prix Donner en 2004 (les publications de l'institut ont atteint les demi-finales en 2001, 2005 et 2011), qui est décerné annuellement par la Donner Canadian Foundation et qui récompense le meilleur livre canadien sur la politique publique.